# Осипенко, Евгения Анатольевна
Евгения Анатольевна Кельмяшкина (Осипенко) (род. 8 июня 1973, Шахтёрск, Сахалинская область) - мастер спорта международного класса по вольной борьбе. Чемпионка России и Европы 1993 года, серебряный призер чемпионата мира 1994 года и чемпионата Европы 1996 года. Воспитывает двоих сыновей (Алексей и Кирилл). Проживает в Южно-Сахалинске.

### Биография
Где-то в седьмом классе с подругами записались в секцию самбо. С того момента и началось знакомство с профессиональным спортом. Затем было тхэквондо, а после поступления в горный техникум, в 17 лет стала заниматься вольной борьбой у тренера Николая Карпенко.
В 1992 году приняла участие в первых соревнованиях в Костроме.
В 24 года закончила заниматься борьбой и начала тренировать группу девочек. В 1998 году родила первенца – Алексея. Позднее Кирилла.
В 2013 году была факелоносцем эстафеты олимпийского огня в Южно-Сахалинске.
Работала в органах местного самоуправления Южно-Сахалинска и исполнительной власти Сахалинской области сфере физической культуры и спорта. 
С 2011 по 2018 год возглавляла Муниципальное автономное учреждение «Спортивная школа по плаванию города Южно-Сахалинска».
С 27.03.2020 года директор ОГАУ "СШ ВОДНЫХ ВИДОВ СПОРТА" (Приказ о назначении Архивная копия от 24 июня 2021 на Wayback Machine).